# Lindenthal (Tilsit-Ragnit)
Lindenthal ist ein verlassener Ort im Rajon Krasnosnamensk der russischen Oblast Kaliningrad.
Die Ortsstelle befindet sich drei Kilometer westlich von Uslowoje (Rautenberg).

## Geschichte
Lindenthal war im 18. Jahrhundert ein Schatulldorf. Nach 1820 wurde dort ein Gut eingerichtet. 1874 wurde der Gutsbezirk Lindenthal dem neu gebildeten Amtsbezirk Rautenberg im Kreis Ragnit zugeordnet. 1928 wurden, nun im Kreis Tilsit-Ragnit, der Gutsbezirk Lindenthal und die Landgemeinde Karalkehmen zur Landgemeinde Lindenthal zusammengelegt.
1945 kam der Ort in Folge des Zweiten Weltkrieges mit dem nördlichen Ostpreußen zur Sowjetunion. Das eigentliche Gut Lindenthal wurde laut Karte in der Folge zu Kaschtanowka gezählt, in das laut Erlass von 1947 der Ortsteil Karalkehmen/Karlen umbenannt worden war. Vermutlich wurde das ehemalige Gut um 1970 verlassen und zu Sowjetzeiten dann noch als Scheune genutzt.

### Einwohnerentwicklung
| Jahr | Einwohner | Bemerkungen              |
| ---- | --------- | ------------------------ |
| 1867 | 27        |                          |
| 1871 | 28        |                          |
| 1885 | 60        |                          |
| 1905 | 68        |                          |
| 1910 | 66        |                          |
| 1925 | 67        |                          |
| 1933 | 111       | Mit Karalkehmen          |
| 1939 | 107       | Mit Karlen (Karalkehmen) |

## Kirche
Lindenthal gehörte zum evangelischen Kirchspiel Rautenberg.